# ولد الحمرية
ولد الحمرية هو فيلم تلفزي مغربي من إخراج عادل الفاضلي وإنتاج سنة 2002، من بطولة كل من عزيز حطاب، محمد خيي، محمد مجد، رفيق بوبكر، سعيد باي، وغيرهم.

## القصة
الفيلم عبارة عن قصة بوليسية محورها شخصية «ولد الحمرية»، وهو شاب عاش طفولة شقية ووضعا اجتماعيا مترديا قاده إلى احتراف السرقة والسطو على الفيلات الفاخرة برفقة شريكين له، الأمر الذي خلق حيرة لدى رجال الأمن الذين أصبحوا يُلاحقونه في كل مكان إلى أن لقي مصرعه برصاص الشرطة.

## روابط خارجية
- الفيلم على موقع قناة الأولى